# Oleksíïvka
|  | Per a altres significats, vegeu «Oleksíïvka (Bilogorsk)». |

Oleksíïvka — Олексіївка (ucraïnès) — o Alekséievka — Алексеевка (rus) — és un poble de la República Autònoma de Crimea, a Ucraïna, que el 2014 tenia 913 habitants. Pertany al districte rural de Pervomàiske.